# Jean Laurent Koné Zié
Jean Laurent Koné Zié (* 1979 in Boundiali, Côte d’Ivoire) ist ein ivorischer Künstler. Jean Laurent Koné Zié lebt und arbeitet in Bingerville, einem Vorort der Wirtschaftshauptstadt Abidjan in der Elfenbeinküste. Koné Zié’s Werk ist stark von der materiellen und immateriellen Kultur Afrikas inspiriert. Das Hauptthema seiner Arbeit ist die Beziehung des Menschen zur Gesellschaft, Gemeinschaft und Spiritualität in Afrika.

## Leben
Koné Zié schloss sein Studium 2003 an der ENBA (École Nationale des Beaux-Arts) in Abidjan ab und hält außerdem einen Bachelor in Kunstgeschichte und Archäologie der Universität Abidjan. 1998 hatte Koné Zie seine erste Ausstellung im Museum von Korhogo, seine Gemälde werden regelmäßig lokal und international ausgestellt, und seine Werke sind in international bedeutenden Sammlungen vertreten, z. B. in der Sammlung Imago Mundi – Luciano Benetton. Koné Zié ist als Professor für Bildende Künste an der ENBA (École Nationale des Beaux-Arts) in Abidjan tätig.

## Werk
Viele der Gemälde von Koné Zié zeigen Gruppen oder sogar Menschenmengen, aber die Position, die der Künstler einzunehmen scheint, ist nicht die eines bevormundenden Beobachters, der glaubt, dass die Gesellschaft erzogen werden muss, sondern die eines sensiblen und mitfühlenden Mitglieds dieser Gesellschaft, der diese in ihrer ganzen Vielfalt, Komplizenschaft und Verschiedenheit sieht und ihre Tücken und ihre Schönheit anerkennt. Andere Themen, mit denen er sich beschäftigt, sind die Beziehungen zwischen Ehepartnern oder zwischen Kindern und Müttern. Die Komplexität dieser Beziehungen zeigt sich in den Interaktionen zwischen den Personen, die er malt – manchmal scheinen sie miteinander zu kommunizieren, manchmal weichen sie einander aus und wenden sich ab.
Seine Maltechniken und die Auswahl der Medien entspricht der Komplexität seiner Sujets. In seinem Werk kombiniert er semi-abstrakte und semi-figurative Bildtendenzen mit traditionellen Dogon-Skulpturen und Senoufo-Statuen sowie verschiedenen grafischen und floralen Mustern, manchmal inspiriert von afrikanischen Wachs und Pagne-Stoff. Die Oberflächen setzen sich aus vielen Fragmenten – Papierschnitten, Zeitschriften, Stoff – zusammen, die eine Gesamtkomposition bilden. Seine vielschichtigen Gemälde bieten eine Simultanität von Bildern und Bedeutungen, die zu einem kontinuierlichen Diskurs untereinander und mit dem Betrachter führen. In jeder Ansicht nimmt das Auge die eine oder andere Schicht auf und entdeckt ein neues Detail. Seine Inspiration stammt vom französischen Künstler Jean Dubuffet, als auch von der ersten ivorischen Malergeneration nach der Unabhängigkeit (Vohou-Vohou, James Houra, Stenka).

## Ausstellungen (Auswahl)
- 2020 Akwaba, Galerie Melbye-Konan, Hamburg, Deutschland
- 2020 Online Exhibition New Horizons, Little Gallery, Franschhoek, Südafrika
- 2019 Colors of Africa, Galerie Melbye-Konan, Hamburg, Deutschland
- 2019 Metamorphosis – the universal human, ODA Gallery, Franschhoek, Südafrika
- 2019 La matière, Gallery Meeting, Abidjan, Côte d’Ivoire
- 2019 START Art Fair, Saatchi Gallery, London, UK
- 2019 If you want to go fast, go alone. If you want to go far, go together, ODA Gallery, Franschhoek, Südafrika
- 2019 Melting pot 2, Sofitel Hotel Ivoire, Abidjan, Côte d’Ivoire
- 2018 Une toile pour sauver l’enfant, Abidjan, Musée des civilisations, Abidjan, Côte d’Ivoire
- 2018 Melting pot, Abidjan, Sofitel Hotel Ivoire, Abidjan, Côte d’Ivoire
- 2017 Semaine culturelle de l’E.M.P.T (école militaire préparatoire et technique), Bingerville, Côte d’Ivoire
- 2012 Exhibition & Fine Art Conference, Le Parlement sise à Yopougon, Côte d’Ivoire
- 2011 L’ardoise sise à la riviera 3, Abidjan, Côte d’Ivoire
- 2008 Une toile pour la paix, Spanische Botschaft, Abidjan, Côte d’Ivoire
- 2003 Amie de tous les Art, BICICI Groupe BNP Paribas, Côte d’Ivoire
- 1998 Junior Exhibition im Museum von Korhogo, Côte d’Ivoire

## Auszeichnungen
- 2003 L’eau source de vie, H2O Prize, Abidjan, Côte d’Ivoire